# 小梁乡
小梁乡，是中华人民共和国山西省运城市河津市下辖的一个乡镇级行政单位。

## 行政区划
小梁乡下辖以下地区：
小梁村、西梁村、东梁村、马家庄村、南梁村、胡家堡村、刘村、寨上村、中湖潮村、东湖潮村、伯王村、武家堡村、南原村、小停村、辛庄村、东坡村和西坡村。